# Liste US-amerikanischer Schachspieler
Die Liste US-amerikanischer Schachspieler enthält Schachspieler, die für den US-amerikanischen Schachverband spielberechtigt sind oder waren und mindestens eine der folgenden Bedingungen erfüllen:
- Träger einer der folgenden FIDE-Titel: Großmeister, Ehren-Großmeister, Internationaler Meister, Großmeisterin der Frauen, Ehren-Großmeisterin der Frauen, Internationale Meisterin der Frauen;
- Träger einer der folgenden ICCF-Titel: Großmeister, Verdienter Internationaler Meister, Internationaler Meister, Großmeisterin der Frauen, Internationale Meisterin der Frauen;
- Gewinn einer nationalen Einzelmeisterschaft;
- eine historische Elo-Zahl von mindestens 2500 (vor Einführung der Elo-Zahl im Juli 1971).

## A
- Tatev Abrahamyan (* 1988), Großmeisterin der Frauen[1]
- Gary Abram (1935–2006), Internationaler Fernschachmeister
- Weaver W. Adams (1901–1963), historischer Schachmeister
- William Addison (1933–2008), Internationaler Meister
- Viktor Adler (* 1947), Internationaler Meister[2]
- Anna Akhsharumova (* 1957), Großmeisterin der Frauen, USA-Meisterin der Frauen[3]
- Varuzhan Akobian (* 1983), Großmeister[4]
- Anthony Albano, Internationaler Fernschachmeister
- Lew Alburt (* 1945), Großmeister, USA-Meister[5]
- Levon Altounian (* 1975), Internationaler Meister[6]
- Armen Ambartsoumian (* 1962), Internationaler Meister[7]
- Babakuli Annakov (* 1972), Großmeister[8]
- Nilton Arias (* 1980), Internationaler Meister
- Marc T. Arnold (* 1992), Großmeister
- Lewon Aronjan (* 1982), Großmeister[9]
- Eva Aronson (1908–1999), Internationale Meisterin der Frauen, USA-Meisterin der Frauen
- Danial Asaria (* 2001), Internationaler Meister
- Maurice Ashley (* 1966), Großmeister

## B
- Camilla Baginskaite (* 1967), Großmeisterin der Frauen, USA-Meisterin der Frauen[10]
- Mary Bain (1904–1972), Internationale Meisterin der Frauen, USA-Meisterin der Frauen
- David Graham Baird (1854–1913), historischer Meisterspieler
- John Washington Baird (1852–1917), historischer Meisterspieler
- Praveen Balakrishnan (* 2002), Internationaler Meister
- Wayne Ballantyne (* 1955), Internationaler Fernschachmeister
- John Ballow, Internationaler Fernschachmeister
- Joel Banawa (* 1989), Internationaler Meister
- Dmitry Barash (* 1959), Fernschach-Großmeister
- John Finan Barry (1873–1940), historischer Meister
- Thomas Bartell (* 1983), Internationaler Meister
- John Bartholomew (* 1986), Internationaler Meister
- Naomi Bashkansky (* 2003), Internationale Meisterin der Frauen
- Leonid Bass (* 1957), Internationaler Meister
- Alexander Battey (* 1986), Internationaler Meister
- Battsetseg Tsagaan (* 1972), Internationale Meisterin der Frauen[11]
- Mikhail Baturyn (* 1968), Internationaler Meister[12]
- Julio Becerra Rivero (* 1973), Großmeister[13]
- Anjelina Belakovskaia (* 1969), Großmeisterin der Frauen, USA-Meisterin der Frauen[14]
- Wieland Belka, Verdienter Internationaler Meister im Fernschach
- Joel Benjamin (* 1964), Großmeister, USA-Meister
- Pál Benkő (1928–2019), Großmeister, ungarischer Meister[15]
- Salvijus Berčys (* 1989), Internationaler Meister[16]
- Hans Berliner (1929–2017), historischer Meister, Fernschachweltmeister
- Jacob Bernstein († 1958), historischer Schachmeister
- Sidney Norman Bernstein (1911–1992), historischer Schachmeister
- Vinay Bhat (* 1984), Großmeister
- Gabriel James Koop Bick (* 1999), Internationaler Meister
- Thomas Biederman, Verdienter Internationaler Meister im Fernschach
- Arthur Bisguier (1929–2017), Großmeister, USA-Meister
- Peter Biyiasas (* 1950), Großmeister, kanadischer Meister[17]
- Roy Turnbull Black (1888–1962), historischer Schachmeister
- Max Blieden (1870–1964), südafrikanischer Meister
- Calvin Blocker (* 1955), Internationaler Meister
- Andrei Blokhin (* 1956), Internationaler Meister
- Michael Bodek (* 1997), Internationaler Meister
- Jason Bokar, Fernschachgroßmeister
- Jay Bonin (* 1955), Internationaler Meister
- Safal Bora (* 1998), Internationaler Meister
- William Boucher (* 1964), Internationaler Fernschachmeister
- Joseph Bradford (* 1950), Internationaler Meister
- Wesley Brandhorst (* 1933), Verdienter Internationaler Meister im Fernschach
- David Brodsky (* 2002), Internationaler Meister
- Michael Brooks (* 1961), Internationaler Meister
- Michael William Brown (* 1997), Internationaler Meister
- Walter Browne (1949–2015), Großmeister, USA-Meister[18]
- Lázaro Bruzón (* 1982), Großmeister[19]
- John Daniel Bryant (* 1991), Internationaler Meister
- Karl Burger (1933–2000), Internationaler Meister
- John Burke (* 2001), Internationaler Meister
- Ronald Burnett (* 1967), Internationaler Meister
- Sharon Burtman (* 1968), Internationale Meisterin der Frauen, USA-Meisterin der Frauen
- Agata Bykovtsev (* 1999), Internationale Meisterin der Frauen
- Donald Byrne (1930–1976), Internationaler Meister
- Robert Byrne (1928–2013), Großmeister, USA-Meister

## C
- Richard Callaghan (1935–2011), Verdienter Internationaler Meister im Fernschach
- Joseph Callaway (* 1926), Internationaler Fernschachmeister
- Frank Camaratta (* 1943), Internationaler Fernschachmeister
- Omar Cartagena (* 1964), Internationaler Meister[20]
- Fabiano Caruana (* 1992), Großmeister, USA-Meister[21]
- Richard Anthony Cayford (1939–2005), Verdienter Internationaler Meister im Fernschach
- Thalia Cervantes Landeiro (* 2002), Großmeisterin der Frauen[22]
- Oscar Chajes (1873–1928), historischer Schachmeister
- Akshat Chandra (* 1999), Großmeister[23]
- Nicolas Checa (* 2001), Großmeister
- Larry Christiansen (* 1956), Großmeister, USA-Meister
- Jorge Mario Clavijo (* 1968), Internationaler Meister[24]
- Teddy Coleman (* 1989), Internationaler Meister
- Kim Commons (1951–2015), Internationaler Meister
- Wayne Conover (* 1940), Internationaler Fernschachmeister
- Fidel Corrales Jiménez (* 1987), Großmeister[25]
- Alexander Costello (* 2003), Internationaler Meister
- Richard Costigan (* 1959), Internationaler Meister
- Robert Gary Cross (* 1935), Internationaler Fernschachmeister
- Rachel Crotto (1958–2025), Internationale Meisterin der Frauen, USA-Meisterin der Frauen

## D
- Arthur Dake (1910–2000), Ehrengroßmeister, Internationaler Meister
- Bernard Karl Dehmelt (* 1957), Internationaler Fernschachmeister
- Richard Delaune (1954–2004), Internationaler Meister
- Eugene Delmar (1841–1909), historischer Schachmeister
- Joseph DeMauro (1946–2016), Fernschachgroßmeister
- Deng Kong Liang (* 1965), Internationaler Meister[26]
- Arnold Denker (1914–2005), Ehrengroßmeister, USA-Meister
- Dorsa Derakhshani (* 1998), Internationaler Meister, Großmeisterin der Frauen[27]
- Alfred Deuel (1934–2016), Internationaler Fernschachmeister
- Mark Diesen (1957–2008), Internationaler Meister
- Vesna Dimitrijevic (* 1952), Internationale Meisterin der Frauen
- Mehran Divanbaigyzand, Internationaler Fernschachmeister
- Maxim Dlugy (* 1966), Großmeister
- Leinier Domínguez (* 1983), Großmeister[28]
- John Donaldson (* 1958), Internationaler Meister
- Elena Donaldson-Akhmilovskaya (1957–2012), Großmeisterin der Frauen, USA-Meisterin der Frauen[29]
- Leonid Dreiberg (1908–1969), historischer Schachmeister[30]
- René DuCret, Internationaler Fernschachmeister
- Edward Duliba, Fernschachgroßmeister
- Christopher van Dyck (* 1955), Internationaler Fernschachmeister
- Roman Dzindzichashvili (* 1944), Großmeister, USA-Meister[31]

## E
- Douglas Eckert (* 1964), Internationaler Fernschachmeister
- Daniel Edelman (* 1969), Internationaler Meister
- John Edwards (* 1953), Verdienter Internationaler Meister im Fernschach
- Jaan Ehlvest (* 1962), Großmeister[32]
- David Eisen (1925–2010), Internationaler Fernschachmeister
- Kevin Embrey, Verdienter Internationaler Meister im Fernschach
- Tegshsuren Enkhbat (* 1970), Internationaler Meister[33]
- Esther Epstein (* 1954), Internationale Meisterin der Frauen, USA-Meisterin der Frauen[34]
- Sergey Erenburg (* 1983), Großmeister[35]
- Marc Esserman (* 1983), Internationaler Meister
- Ashrita Eswaran (* 2000), Internationale Meisterin der Frauen
- Alfred Ettlinger (1852–1919), historischer Meister
- Larry Evans (1932–2010), Großmeister, USA-Meister
- Larry Evans (* 1952), Internationaler Meister

## F
- Samuel Factor (1883–1949), historischer Schachmeister[36]
- Joseph Fang (* 1959), Internationaler Meister
- Ali Farahat (* 1975), Internationaler Meister, ägyptischer Meister[37]
- John Fedorowicz (* 1958), Großmeister
- Florin Felecan (* 1980), Internationaler Meister[38]
- Daniel Fernandez (* 1985), Internationaler Meister
- Arthur Feuerstein (1935–2022), historischer Schachmeister
- Ilye Figler (1947–2018), Internationaler Meister
- Reuben Fine (1914–1993), Großmeister
- Ben Finegold (* 1969), Großmeister
- Gina Finegold, Internationale Meisterin der Frauen, belgische Meisterin der Frauen[39]
- Nick de Firmian (* 1957), Großmeister, USA-Meister
- Bobby Fischer (1943–2008), Weltmeister, Großmeister, USA-Meister
- Alexander Fishbein (* 1968), Großmeister
- Daniel Fleetwood (* 1958), Fernschachgroßmeister
- Andrei-Costel Florean (* 1978), Internationaler Meister[40]
- Sabina-Francesca Foișor (* 1989), Großmeisterin der Frauen, USA-Meisterin der Frauen[41]
- Edward Formanek (* 1942), Internationaler Meister
- Albert Fox (1881–1964), historischer Schachmeister
- Igor Foygel (* 1947), Internationaler Meister, Internationaler Fernschachmeister[42]
- Victor Frias (1956–2005), Internationaler Meister[43]
- Joshua Friedel (* 1986), Großmeister

## G
- Timur Gareyev (* 1988), Großmeister[44]
- Anna Gershnik (* 1975), Großmeisterin der Frauen[45]
- Sanjay Ghatti (* 2000), Internationaler Meister
- Dumitru Ghizdavu (* 1947), Internationaler Meister[46]
- Bart Gibbons (* 1958), Internationaler Fernschachmeister
- Mark Ginsburg (* 1959), Internationaler Meister
- Alexander Goldin (* 1965), Großmeister[47]
- Rusudan Goletiani (* 1980), Internationaler Meister, Großmeisterin der Frauen, USA-Meisterin der Frauen[48]
- Isay Golyak (* 1931), Internationaler Fernschachmeister
- Renier González (* 1972), Großmeister[49]
- Nelson González Rabago (* 1952), Internationaler Fernschachmeister[50]
- Akshita Gorti (* 2002), Internationale Meisterin der Frauen
- Aaron Grabinsky (* 1998), Internationaler Meister
- Sonja Graf (1908–1965), Internationale Meisterin der Frauen, USA-Meisterin der Frauen[51]
- Steve Grant, Internationaler Fernschachmeister
- Wesley Green, Internationaler Fernschachmeister
- John Grefe (1947–2013), Internationaler Meister, USA-Meister
- Gisela Gresser (1906–2000), Internationale Meisterin der Frauen, USA-Meisterin der Frauen
- Alla Grinfeld (* 1953), Großmeisterin der Frauen[52]
- Elina Groberman (* 1983), Internationale Meisterin der Frauen, USA-Meisterin der Frauen
- Robert Gruchacz (1953–2006), Internationaler Meister
- James Grundy (1855–1919), historischer Schachmeister[53]
- Eduard Gufeld (1936–2002), Großmeister[54]
- Boris Gulko (* 1947), Großmeister, USA-Meister, sowjetischer Meister[55]
- Arthur Guo (* 2006), Internationaler Meister
- Daniel Gurevich (* 1997), Internationaler Meister
- Dmitry Gurevich (* 1956), Großmeister
- Ilya Gurevich (* 1972), Großmeister

## H
- Wladimir Hakobjan (* 1971), Großmeister[56]
- Anna Hahn (* 1976), Internationale Meisterin der Frauen, USA-Meisterin der Frauen[57]
- Stephen E. Ham, Fernschachgroßmeister
- James Hanham (1840–1923), historischer Schachmeister
- Ruth Haring (1955–2018), Internationale Meisterin der Frauen
- Luke Harmon-Vellotti (* 1998), Internationaler Meister[58]
- Keith Rex Hayward (* 1956), Internationaler Fernschachmeister
- Ron Henley (* 1956), Großmeister
- Holden Hernández Carmenates (* 1984), Großmeister[59]
- Matthew Herman (* 1986), Internationaler Meister
- Robert Hess (* 1991), Großmeister
- Herbert Hickman (* 1931), Internationaler Fernschachmeister
- Craig Hilby (* 2000), Internationaler Meister
- Gregory Hjorth (1963–2011), Internationaler Meister[60]
- Albert Hodges (1861–1944), historischer Schachmeister
- Kenneth Holroyd (* 1958), Verdienter Internationaler Meister im Fernschach
- Conrad Holt (* 1993), Großmeister
- Keith Holzmueller, Verdienter Internationaler Meister im Fernschach
- Andrew Hong (* 2004), Internationaler Meister
- Israel Albert Horowitz (1907–1973), Internationaler Meister
- Clarence Howell (1881–1936), historischer Schachmeister
- Robert Hungaski (* 1987), Großmeister

## I
- Ildar Ibragimow (* 1967), Großmeister[61]
- Harry Ingersol, Internationaler Fernschachmeister
- Dean Ippolito (* 1978), Internationaler Meister
- Swiad Isoria (* 1984), Großmeister[62]
- Alexander Ivanov (* 1956), Großmeister, USA-Meister[63]
- Igor Iwanow (1947–2005), Großmeister[64]

## J
- Robert Merton Jacobs (* 1928), Internationaler Fernschachmeister
- Brandon Jacobson (* 2003), Großmeister
- Charles Jaffe (1879–1941), historischer Schachmeister
- Ladia Jirasek (* 2000), Internationaler Meister
- Bill Jones, Internationaler Fernschachmeister
- Craig Jones (* 1960), Internationaler Fernschachmeister
- Stephen Jones (* 1942), Verdienter Internationaler Meister im Fernschach
- Max Judd (1851–1906), historischer Schachmeister

## K
- Gregory Kaidanov (* 1959), Großmeister[65]
- Tony Kain, Internationaler Fernschachmeister
- Alexander Kaliksteyn (* 1975), Internationaler Meister
- John Peter Kalish (* 1937), Internationaler Fernschachmeister
- Charles Kalme (1939–2002), historischer Schachmeister[66]
- Gata Kamsky (* 1974), Großmeister, USA-Meister[67]
- Albert Kapengut (* 1944), Internationaler Meister[68]
- Julio Kaplan (* 1950), Internationaler Meister[69]
- Mona Karff (1914–1998), Internationale Meisterin der Frauen, USA-Meisterin der Frauen
- Isaac Kashdan (1905–1985), Großmeister
- Alena Kats (* 1995), Internationale Meisterin der Frauen
- Alexander Katz (* 1996), Internationaler Meister
- Larry Kaufman (* 1947), Großmeister
- Raymond Kaufman (* 1982), Internationaler Meister[70]
- Lubomir Kavalek (1943–2021), Großmeister, USA-Meister, tschechoslowakischer Meister[71]
- Konstantin Kavutskiy (* 1992), Internationaler Meister
- Spencer Kell, Internationaler Fernschachmeister
- Emil Kemény (1860–1925), historischer Schachmeister[72]
- Shernaz Kennedy (* 1954), Internationale Meisterin der Frauen
- Alexander Kevitz (1902–1981), historischer Schachmeister
- Melikset Khachiyan (* 1970), Großmeister[73]
- Igor Khmelnitsky (* 1968), Internationaler Meister[74]
- Keaton Kiewra (* 1987), Internationaler Meister
- Erik Andrew Kislik (* 1987), Internationaler Meister
- Jake Kleiman (* 1986), Internationaler Meister
- Hans Kmoch (1894–1973), Internationaler Meister[75]
- John Knudsen, Verdienter Internationaler Meister im Fernschach
- Boris Kogan (1940–1993), Internationaler Meister[76]
- George Koltanowski (1903–2000), Ehrengroßmeister
- Imre König (1901–1992), Internationaler Meister[77]
- Danny Kopec (1954–2016), Internationaler Meister
- Inna Koren (* 1964), Internationale Meisterin der Frauen, USA-Meisterin der Frauen
- Kassa Korley (* 1993), Internationaler Meister[78]
- Jesse Kraai (* 1972), Großmeister
- George Mortimer Kramer (1929–2024), historischer Schachmeister
- Stanislav Kriventsov (* 1973), Internationaler Meister[79]
- Boris Kreiman (* 1976), Großmeister
- Irina Krush (* 1983), Großmeister, Großmeisterin der Frauen, USA-Meisterin der Frauen
- Gary Kubach, Verdienter Internationaler Meister im Fernschach
- Sergey Kudrin (* 1959), Großmeister
- Abraham Kupchik (1892–1970), historischer Schachmeister

## L
- Cyrus Lakdawala (* 1960), Internationaler Meister
- Lisa Lane (1938?–2024), USA-Meisterin der Frauen
- Gina Langan, internationale Fernschachmeisterin der Frauen
- Yury Lapshun (* 1972), Internationaler Meister
- Edward Lasker (1885–1981), Internationaler Meister[80]
- Megan Lee (* 1996), Internationale Meisterin der Frauen
- Michael Lee (* 1993), Internationaler Meister
- Anatoli Lein (1931–2018), Großmeister[81]
- Alex Lenderman (* 1989), Großmeister
- Jacob Levin (1904–1992), historischer Schachmeister[82]
- Yuliya Levitan (* 1973), Internationale Meisterin der Frauen[83]
- Irina Levitina (* 1954), Großmeisterin der Frauen, USA-Meisterin der Frauen[84]
- Ben Li (* 2002), Internationaler Meister
- Ruifeng Li (* 2001), Großmeister
- Awonder Liang (* 2003), Großmeister
- Simone Liao (* 1999), Internationale Meisterin der Frauen
- Edgardo Limayo, Internationaler Fernschachmeister
- Yian Liou (* 1997), Internationaler Meister
- Samuel Lipschütz (1863–1905), historischer Schachmeister
- William Lombardy (1937–2017), Großmeister
- Dimitri London (* 1962), Internationaler Meister
- Marc Lonoff (* 1952), Internationaler Fernschachmeister
- Daniel Ludwig (* 1990), Internationaler Meister
- John Ludwig (* 2000), Internationaler Meister
- Blas Lugo (* 1967), Internationaler Meister[85]

## M
- George Henry Mackenzie (1837–1891), historischer Schachmeister
- William Maillard (* 1944), Internationaler Fernschachmeister
- Josh Manion (* 1976), Internationaler Meister
- Beatriz Marinello (* 1964), Internationale Meisterin der Frauen
- Yaniet Marrero López (* 1983), Großmeisterin der Frauen[86]
- Frank Marshall (1877–1944), historischer Schachmeister
- Dion Martinez (1837–1928), historischer Schachmeister[87]
- Eugene Martinovsky (1931–2000), Internationaler Fernschachmeister
- William Edward Martz (1945–1983), internationale Meister
- James Mason (1849–1905), historischer Schachmeister
- Salvatore Matera (* 1951), Internationaler Meister
- Vincent McCambridge (* 1960), Internationaler Meister
- Richard Alan McLellan (1932–1997), Internationaler Fernschachmeister
- Edmar Mednis (1937–2002), Großmeister
- Alisa Melekhina (* 1991), Internationale Meisterin der Frauen
- Michael Melts (* 1950), Internationaler Fernschachmeister
- John Menke (1940–2019), Internationaler Fernschachmeister
- Eugene Meyer (* 1952), Internationaler Meister
- Jerry Meyers, Verdienter Internationaler Meister im Fernschach
- Marlo Micayabas (* 1963), Internationaler Meister[88]
- Kristo Miettinen, Verdienter Internationaler Meister im Fernschach
- Tony Miles (1955–2001), Großmeister[89]
- Michael Millstone, Verdienter Internationaler Meister im Fernschach
- Lev Milman (* 1987), Internationaler Meister
- Rade Milovanović (1954–2024), Internationaler Meister[90]
- Nikolay Minev (1931–2017), Internationaler Meister[91]
- Abhimanyu Mishra (* 2009), Internationaler Meister
- Charles Moehle (1859–1898), historischer Schachmeister
- Mackenzie Molner (* 1988), Großmeister
- Alejandro Moreno (* 1966), Internationaler Meister[92]
- Paul Morphy (1837–1884), historischer Schachmeister
- Walter Morris (* 1958), Internationaler Meister[93]
- Iris Mou (* 2009), Internationale Meisterin der Frauen
- John Mousessian, Internationaler Fernschachmeister
- Stephen Muhammad (* 1962), Internationaler Meister
- Walter Muir (1905–1999), Internationaler Fernschachmeister
- Michael Mulyar (* 1978), Internationaler Meister
- Tim Murray, Fernschachgroßmeister
- Cesar Musitani, Internationaler Fernschachmeister
- David Myers, Verdienter Internationaler Meister im Fernschach

## N
- Sean Nagle (* 1982), Internationaler Meister
- Hikaru Nakamura (* 1987), Großmeister, USA-Meister
- William Ewart Napier (1881–1952), historischer Schachmeister
- Daniel Naroditsky (* 1995), Großmeister
- Elizabeth Neely (* 1968), Internationale Meisterin der Frauen
- Kateřina Němcová (* 1990), Großmeisterin der Frauen[94]
- Emily Nguyen (* 2002), Internationale Meisterin der Frauen
- Viktorija Ni (* 1991), Internationale Meisterin der Frauen[95]
- Hans Moke Niemann (* 2003), Großmeister
- Yaacov Norowitz (* 1988), Internationaler Meister
- Igor Novikov (* 1962), Großmeister[96]

## O
- Stephen Odendahl (* 1959), Internationaler Meister
- Alexander Onischuk (* 1975), Großmeister, USA-Meister[97]
- Ciarán O’Hare (* 1957), Verdienter Internationaler Meister im Fernschach[98]
- Grigori Oparin (* 1997), Großmeister[99]
- Georgi Orlov (* 1964), Internationaler Meister[100]
- Erik Osbun, Internationaler Fernschachmeister
- Jon Ostriker, Fernschachgroßmeister
- Aleksandr Ostrovskiy (* 1996), Internationaler Meister

## P
- Nasi Paikidse (* 1993), Internationaler Meister, Großmeisterin der Frauen, USA-Meisterin der Frauen[101]
- Semon Palatnik (* 1950), Großmeister[102]
- Victor Palciauskas (* 1941), Fernschachweltmeister, Fernschachgroßmeister
- Vignesh Panchanatham (* 2000), Internationaler Meister
- Anatole Parnas (* 1933), Verdienter Internationaler Meister im Fernschach
- William Paschall (* 1972), Internationaler Meister
- Advait Patel (* 2002), Internationaler Meister
- Max Pavey (1918–1957), historischer Schachmeister
- Eric Pedersen, Verdienter Internationaler Meister im Fernschach
- Eugene Perelshteyn (* 1980), Großmeister
- Dan Perry, Verdienter Internationaler Meister im Fernschach
- John Peters (* 1951), Internationaler Meister
- Harry Nelson Pillsbury (1872–1906), historischer Schachmeister
- Albert Pinkus (1903–1984), historischer Schachmeister
- Olga Podraschanskaja (* 1948), Internationale Meisterin der Frauen[103]
- Zsuzsa Polgár (* 1969), Großmeister, Weltmeisterin der Frauen, Großmeisterin der Frauen[104]
- David Polland (* 1908 oder 1915; † ?), historischer Schachmeister
- Stephan Popel (1907–1987), historischer Meister[105]
- Atousa Pourkashiyan (* 1988), Großmeisterin der Frauen[106]
- Yuvarajan Prathiba (* 1983), Internationale Meisterin der Frauen[107]
- Nicholas Preo (1902–1988), Internationaler Fernschachmeister
- Michael Proof, Verdienter Internationaler Meister im Fernschach
- Vladimir Prosviriakov (1955–2017), Internationaler Meister
- David Pruess (* 1981), Internationaler Meister

## Q
- Quan Zhe (* 1990), Internationaler Meister[108]
- Yuniesky Quesada (* 1984), Großmeister[109]

## R
- Stuart Rachels (* 1969), Internationaler Meister, USA-Meister
- Vasik Rajlich (* 1971), Internationaler Meister[110]
- Alejandro Ramírez (* 1988), Großmeister[111]
- Vivek Rao (* 1970), Internationaler Meister
- Kenneth Regan (* 1959), Internationaler Meister
- Fred Reinfeld (1910–1964), historischer Schachmeister
- Kenneth Reinhart, Verdienter Internationaler Meister im Fernschach
- Larry Remlinger (* 1941), Internationaler Meister
- Daniel Rensch (* 1985), Internationaler Meister
- Samuel Reshevsky (1911–1992), Großmeister, USA-Meister
- Guillermo Rey (* 1952), Internationaler Meister
- Robert Reynolds (1950–2013), Internationaler Fernschachmeister
- Salomon Ricardo-Rocamora (1855–1923), historischer Meister[112]
- Bruce Rind (* 1953), Internationaler Meister
- Adele Rivero (* 1908), USA-Meisterin der Frauen
- James Rizzitano (* 1961), Internationaler Meister
- Robert Rizzo, Internationaler Fernschachmeister
- Ray Robson (* 1994), Großmeister
- Keith Rodriguez, Internationaler Fernschachmeister
- Kenneth S. Rogoff (* 1953), Großmeister
- Michael Rohde (* 1959), Großmeister
- Katerina Rohonyan (* 1984), Großmeisterin der Frauen[113]
- Nancy Roos (1905–1957), USA-Meisterin der Frauen
- Alexey Root (* 1965), Internationale Meisterin der Frauen, USA-Meisterin der Frauen
- Douglas Root (* 1963), Internationaler Meister
- Eric Rosen (* 1993), Internationaler Meister
- Christine Rosenfield (* 1936), internationale Fernschachmeisterin der Frauen
- Jacob Rosenthal (1881–1954), historischer Schachmeister[114]
- Nicolas Rossolimo (1910–1975), Großmeister[115]
- Guillermo Ruiz (* 1943), peruanischer Meister[116]

## S
- Gennadij Sagalchik (* 1969), Großmeister[117]
- Anthony Saidy (* 1937), Internationaler Meister
- Anthony Santasiere (1904–1977), historischer Meister
- Justin Sarkar (* 1981), Internationaler Meister
- Allan George Savage (* 1951), Internationaler Fernschachmeister
- Diane Savereide (* 1954), Internationale Meisterin der Frauen, USA-Meisterin der Frauen
- Corky Schakel, Internationaler Fernschachmeister
- Leonid Schamkowitsch (1923–2005), Großmeister[118]
- Morris Schapiro (1903–1996), historischer Schachmeister
- Anna Scharewitsch (* 1985), Großmeisterin der Frauen[119]
- Jaroslaw Scherebuch (* 1993), Großmeister[120]
- Paul Felix Schmidt (1916–1984), Internationaler Meister, estnischer und deutscher Meister[121]
- Dmitry Schneider (* 1984), Internationaler Meister
- Jonathan Schroer (* 1963), Internationaler Meister
- John William Schulten (1821–1875), historischer Schachmeister
- Gabriel Schwartzman (* 1976), Großmeister[122]
- Yasser Seirawan (* 1960), Großmeister, USA-Meister
- Alexander Sellman (1856–1888), historischer Meister
- Christopher Sergel, Verdienter Internationaler Meister im Fernschach
- Grigory Serper (* 1969), Großmeister[123]
- Samuel Sevian (* 2000), Großmeister
- Enrico Sevillano (* 1968), Großmeister[124]
- Alexander Shabalov (* 1967), Großmeister, USA-Meister[125]
- Gregory Shahade (* 1978), Internationaler Meister
- Jennifer Shahade (* 1980), Großmeisterin der Frauen, USA-Meisterin der Frauen
- Tal Shaked (* 1978), Großmeister
- Samuel Shankland (* 1991), Großmeister
- Arthur Shen (* 1997), Internationaler Meister
- Victor Shen (* 1993), Internationaler Meister
- Joshua Sheng (* 2000), Großmeister
- Miron Sher (1952–2020), Großmeister[126]
- James Sherwin (* 1933), Internationaler Meister[127]
- Alex Sherzer (1971–2022), Großmeister
- Atulya Shetty (* 1996), Internationaler Meister
- Glen Shields (1951–2015), Internationaler Fernschachmeister
- Walter Shipman (1929–2017), Internationaler Meister
- Kamran Shirazi (* 1952), Internationaler Meister[128]
- Igor Shliperman (* 1979), Internationaler Meister
- Ruben Shocron (1921–2013), historischer Schachmeister
- Jackson Whipps Showalter (1860–1935), historischer Schachmeister
- Yury Shulman (* 1975), Großmeister, USA-Meister[129]
- Mikhail Shur (* 1962), Internationaler Meister[130]
- Herbert Siedman (1920–1995), historischer Schachmeister
- Carl Siefring, Fernschach-Großmeister
- Jeremy Silman (1954–2023), Internationaler Meister
- Marilyn Simmons (1948–2018), Internationale Meisterin der Frauen, USA-Meisterin der Frauen
- Albert Simonson (1914–1965), historischer Schachmeister
- Sahil Sinha (* 2000), Internationaler Meister
- James Skeels (* 1942), Internationaler Fernschachmeister
- Bryan Smith (* 1980), Großmeister
- Robin Smith (1952–2009), Fernschachgroßmeister
- Wesley So (* 1993), Großmeister[131]
- Leonid Sokolin (* 1966), Internationaler Meister[132]
- Andrew Soltis (* 1947), Großmeister
- Edward Song (* 1999), Internationaler Meister
- Charles Henry Stanley (1819–1901), historischer Schachmeister
- Josiah Stearman (* 2003), Internationaler Meister
- Alan Stein (* 1975), Internationaler Meister
- Kurt Stein (1959–2021), Verdienter Internationaler Meister im Fernschach
- Herman Steiner (1905–1955), Internationaler Meister, USA-Meister
- Wilhelm Steinitz (1836–1900), Schachweltmeister[133]
- Martin Stengelin (* 1961), Internationaler Fernschachmeister
- David Strauss (* 1946), Internationaler Meister
- Alexander Stripunsky (* 1970), Großmeister[134]
- Raven Sturt (* 1993), Internationaler Meister
- Hisham Sunna, Internationaler Fernschachmeister
- Dariusz Świercz (* 1994), Großmeister[135]

## T
- Andrew Tang (* 1999), Großmeister
- Eric Tangborn (* 1961), Internationaler Meister, Internationaler Fernschachmeister
- Daniel Tapia (* 1986), Internationaler Meister[136]
- James Tarjan (* 1952), Großmeister
- Emory Tate (1958–2015), Internationaler Meister
- Povilas Tautvaišas (1916–1980), historischer Schachmeister[137]
- Timothy Taylor (* 1953), Internationaler Meister
- Claude Fred Tears (1919–1998), Internationaler Fernschachmeister
- Dorothy Teasley (* 1941), Internationale Meisterin der Frauen
- Steven Tennant (* 1948), Internationaler Fernschachmeister
- Paul Thompson, Internationaler Fernschachmeister
- Bryce Tiglon (* 2000), Internationaler Meister
- Jeffrey Tilghman, Internationaler Fernschachmeister
- John Timm (* 1945), Fernschachgroßmeister
- Jonathan Tisdall (* 1958), Großmeister[138]
- Gulruchbegin Tochirjonowa (* 1999), Großmeisterin der Frauen[139]
- George Treysman (1881–1959), historischer Schachmeister
- Kayden Troff (* 1998), Großmeister
- Cindy Tsai (* 1985), Internationale Meisterin der Frauen
- Rostislav Tsodikov (* 1968), Internationaler Meister
- Isador Turover (1892–1978), historischer Schachmeister[140]
- Batchimeg Tuvshintugs (* 1986), Großmeisterin der Frauen[141]
- Julia Tverskaya (* 1959), Internationale Meisterin der Frauen[142]

## U
- Olaf Ulvestad (1912–2000), historischer Schachmeister[143]

## V
- Michael Valvo (1942–2004), Internationaler Meister
- Vyom Vidyarthi (* 2007), Internationaler Meister
- Yanira Vigoa Apecheche (* 1987), Großmeisterin der Frauen[144]
- David Vigorito (* 1970), Internationaler Meister
- Kesav Viswanadha (* 1999), Internationaler Meister
- Mladen Vucic (* 1955), Internationaler Meister[145]
- Milan Vukcevich (1937–2003), Internationaler Meister

## W
- Joshua Waitzkin (* 1976), Internationaler Meister
- Annie Wang (* 2002), Internationaler Meister, Großmeisterin der Frauen
- Ellen Wang (* 2007), Internationale Meisterin der Frauen
- Justin Wang (* 2005), Internationaler Meister
- Philip Wang (* 1983), Internationaler Meister
- Preston Ware (1821–1890), historischer Schachmeister
- Alan Watson, Internationaler Fernschachmeister
- John L. Watson (* 1951), Internationaler Meister
- Norman Weinstein (* 1950), Internationaler Meister
- Raymond Weinstein (* 1941), Internationaler Meister
- Jerry Weisskohl (* 1954), Verdienter Internationaler Meister im Fernschach
- Cameron Wheeler (* 2000), Internationaler Meister
- Norman Whitaker (1890–1975), Internationaler Meister
- Jay Whitehead (1961–2011), Internationaler Meister
- Michael Wilder (* 1962), Großmeister, USA-Meister
- Justus Williams (* 1998), Internationaler Meister
- Elliott Winslow (* 1952), Internationaler Meister
- Aleksander Wojtkiewicz (1963–2006), Großmeister[146]
- Patrick Wolff (* 1968), Großmeister, USA-Meister
- Walter Wood, Internationaler Fernschachmeister
- Andy Woodward (* 2010), Großmeister
- Rochelle Wu (* 2006), Internationale Meisterin der Frauen

## X
- Jeffery Xiong (* 2000), Großmeister

## Y
- Darwin Yang (* 1996), Großmeister
- Jonathan Yedidia (* 1963), Internationaler Meister
- Alex Yermolinsky (* 1958), Großmeister, USA-Meister[147]
- Carissa Yip (* 2003), Internationaler Meister, Großmeisterin der Frauen
- Christopher Woojin Yoo (* 2006), Internationaler Meister
- Jennifer Yu (* 2002), Internationale Meisterin der Frauen, USA-Meisterin der Frauen
- Jacob Yuchtman (1935–1985), Meisterspieler[148]

## Z
- Gennadi Zaichik (* 1957), Großmeister[149]
- Vitaly Zaltsman (* 1941), Internationaler Meister[150]
- Anna Zatonskih (* 1978), Internationaler Meister, Großmeisterin der Frauen, USA-Meisterin der Frauen[151]
- Max Zavanelli (1946–2018), Verdienter Internationaler Meister im Fernschach
- Elmars Zemgalis (1923–2014), Ehrengroßmeister[152]
- Irina Zenyuk (* 1986), Internationale Meisterin der Frauen
- Evelyn Zhu (* 2004), Internationale Meisterin der Frauen
- Murat Zhunusov (* 1966), Internationaler Meister[153]
- Raset Ziatdinov (* 1958), Großmeister[154]
- Steven Zierk (* 1993), Großmeister
- Israel Zilber (* 1933), historischer Meister[155]
- Alik Zilberberg (* 1937), Fernschachgroßmeister
- Dmitry Zilberstein (* 1979), Internationaler Meister
- Mikhail Zlotnikov (* 1949), Internationaler Meister
- Bernard Zuckerman (* 1943), Internationaler Meister